# Dentifovea
Dentifovea és un gènere d'arnes de la família Crambidae.

## Taxonomia
- Dentifovea fulvifascialis (Christoph, 1887)
- Dentifovea praecultalis (Rebel, 1896)